# William Hill
William Hill plc je jednou z největších sázkových kanceláří ve Velké Británii. Je kótována na londýnské burze cenných papírů a je součástí indexu FTSE 250. Ke dni 27.2.2014 je její tržní hodnota 3,36 miliardy liber.

## Historie
Společnost byla založena Williamem Hillem v roce 1934 v době, kdy byly hazardní hry ve Velké Británii nelegální. Svého majitele změnila mnohokrát, v roce 1971 ji získal Sears Holdings, poté v 1988 společnost Grand Metropolitan a pak ji získala Brent Walker v roce 1989.
V září 1996, Brent Walker kompenzovala £117m z £685m pro William Hill, když bylo zjištěno, že Grand Metropolitan měla přehnané zisky společnosti v okamžiku prodeje.
V roce 1997 provedla Japonská investiční banka Nomura účelový odkup William Hill v hodnotě £700m, když se Brent Walker zhroutila s dluhy přesahujícími £1.3bn, a to po vyšetřování Serious Fraud Office, která odsoudila dva ředitele k odnětí svobody.
V únoru 1999 byla opuštěna navržená flotace akciového trhu, a to kvůli "nízkému zájmu" a namísto toho Nomura převedla společnost na obhospodařované fondy společnostmi Cinven a CVC Capital Partners v hodnotě £825m.
Společnost byla nakonec kótována na londýnské burze cenných papírů v roce 2002. Následující rok byl generálnímu řediteli Davidu Hardingovi udělen bonus ve výši £ 2,84 m, čímž se stal pátým nejlépe placeným ředitelem roku 2003.
V roce 2002 byl získán stadion Sunderland Greyhound a Newcastle Greyhound stadion v roce 2003.
V červnu 2004 prodal generální ředitel David Harding £5,2 m akcií, aby mohl financovat svůj rozvod, čímž urychlil pokles akcií společnosti, které vymazaly £ 75 m z hodnoty společnosti.
V roce 2005 odkoupil William Hill od společnosti Stanley Leisure 624 sázkových kanceláří ve Velké Británii, Irsku a na Ostrově Man a Jersey za 504 milionů liber: tato akvizice krátce nato vynesla společnost, po Ladbrokes, na první příčku sázkového trhu, co se týče množství obchodů, nikoliv však příjmů. Office of Fair Trading donutila William Hill prodat 78 ze 624 Stanleyho obchodů kvůli obavám z protisoutěžních praktik.
Kvůli obavě z toho, že William Hill zaplatila přemrštěné ceny za Stanleyho obchody, byla v Prosinci 2005 společnost odsunuta z indexu FTSE 100.
V roce 2008 byl generálním ředitelem jmenován Ralph Topping. Ten nedokončil studia na univerzitě Strathclyde University, dle vlastních slov jako 'darebák' a v roce 1973 byl zaměstnán o sobotách v sázkové kanceláři William Hill poblíž parku Hampden, Glasgow a postoupil přes mnoho pozic.
V listopadu 2008 se společnost William Hill rozhodla jít do partnerství se společností Orbis (později OpenBet) a Izraelskou softwarovou společností Playtech, aby napravila svůj upadající online provoz.
Dle podmínek dohody zaplatila společnost William Hill zakladateli Playtechu, Teddymu Sagi, £144.5m za různé položky aktiv a dceřiné společnosti. Toto zahrnuje několik webových stránek online kasin, která William Hill dále provozuje pod jménem WHG. Playtech převzal 29% podíl v nové účetní jednotce William Hill Online.
Společnost odepsala ohlášených £ 26 m při šrotování předchozího in-house systému. V Červnu 2009 podpořila William Hill společnost Playtech navzdory svému partnerovi, který má akcie ve výši čtvrtiny tržní hodnoty vyhlazeny.

## Operace

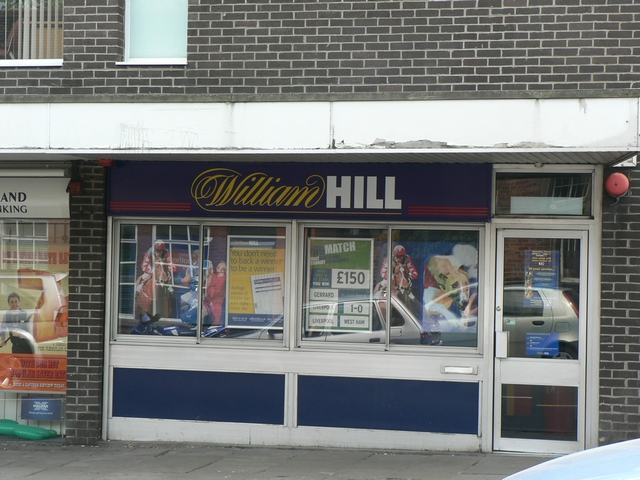
Sázkové kanceláře William Hill pro koňské dostihy v Headingley, Leeds

Společnost působí po celém světě, zaměstnává přibližně 16 600 lidí s hlavními kancelářemi ve Velké Británii, Irsku a Gibraltaru, nabízí sázení po telefonu a na internetu, společně s 2300 sázkovými kancelářemi licencovanými ve Velké Británii. Je největším operátorem ve Velké Británii, představuje přibližně 25 procent trhu ve Velké Británii a Irsku. Její telebetingová call centra, která se nacházejí v Rotherhamu, Jižním Yorkshiru, přijala 125 000 sázek v roce 2007 a dle společnosti její sázkové obchody zpracovaly více než milion sázkových tiketů za průměrný den.
Kromě svých online sportovních sázkových kanceláří nabízí společnost online kasino hry, 'dovednostní hry', online bingo a online poker. Od Gambling Act 2005 hrací automaty zesílily své zisky oproti padajícím ziskům v jiných oblastech.
William Hill provozovala od roku 2004 svůj vlastní televizní kanál po dobu dvou let a nyní nabízí vlastní živé vizuální vysílání přímo do svých sázkových kanceláří. To je filmováno ve studiích v Leadsu a pracuje v tandemu s rádiovým výstupem, kde nabízí unikátní službu pro potenciální sázkaře.
V srpnu 2010 zahájila William Hill ve svých prodejnách tréninkový program pro svých 10,000+ zaměstnanců, který má posílit boj proti hraní hazardních her nezletilými.
Společnost byla kritizována odborovými organizacemi Community a Unite za zacházení s jejími zaměstnanci. Zejména za to, že vystavovala své zaměstnance risku pracovat osamoceně v kanceláři, a že požadovala od svých zaměstnanců pracovat bez finanční odměny po ukončení pracovní doby.
V listopadu 2008 zaznamenali analytici UBS "znepokojení" nad výší dluhů společnosti, které se vyšplhaly přes £1bn a později byly oznámeny jako £1.5bn. V roce 2009 společnost schválila právní záležitosti a firemní emise dluhopisů, ve snaze restrukturalizovat svůj dluh.
Od roku 2001 až do roku 2009 zaplatila společnost William Hill členovi parlamentu Georgi Howarthovi 30,000 liber ročně za to, aby se choval jako parlamentní poradce. Ten předložil na výplatní listině William Hill pozměňovací návrhy pro rozpočet roku 2003, kde navrhoval přísnější úrovně zdanění osob na sázkařských burzách. Howarth opustil svou pozici v roce 2009 po skandálu s výdaji.

## Média William Hill
Zpravodajský kanál společnosti se chová jako sesterský kanál sportovního sázení a představuje online sporty, rozhovory z dostihů, funkce a další obsah.
William Hill nabízí různé formáty interaktivních médií prostřednictvím svých obchodů a přes internet. Kanál koňských dostihů, William Hill Radio, vysílá v reálném čase, existuje již více než deset let a přináší vysílání s živými komentáři, novinkami a předpověďmi. Různé vizuální a zvukové přenosy mohou být staženy ze stránek nebo z iTunes. V Červnu 2010 rozšířil William Hill své působení v sázkovém sektoru s In-Play rádiem.
William Hill vysílá denně do svých sázkových kanceláří po celém Spojením království – první v hraní a sázkové propagaci. Toto vše je produkováno živě ze studií v Leadsu.

## Mimo Spojené království
V roce 2009 přemístila společnost William Hill své herní divize online a fixních kurzů na Gibraltar, a to z důvodu vyhnutí se daňovým povinnostem. Na Gibraltaru je William Hill členem Gibraltarské sázkové a herní asociace. Předtím byla online operace společnosti umístěna v daňovém ráji v Nizozemských Antilách, a to až do roku 2007, kdy se změnil zákon Evropského ekonomického sektoru, který zakázal společnostem nesídlícím v Evropě inzerovat ve Velké Británii.
V Březnu 2009 společnost William Hill uzavřela svých 14 sázkových kanceláří v Irsku se ztrátou 53 pracovních míst. V Únoru 2010 oznámila, že zbývajících 36 Irských sázkových kanceláří je 'pod přezkoumáním' kvůli možnému zavedení kontroverzních herních automatů do Irských kanceláří.
William Hill se stáhla z Itálie v roce 2008 po dvou letech. Tato chyba stála společnost £1m ve zmařených investicích. Obchodní spekulace ve Španělsku skončila v lednu 2010, kdy partneři Codere koupili 50% zainteresovaného subjektu William Hill za €1 poté, co partneři investovali 'základních' €10m v Dubnu 2008. Společnost William Hill ztratila touto obchodní spekulací £11.6m v roce 2008 a £9.3m v roce 2009.
V Září 2009 se společnost ucházela o první online licenci hazardních her v Indii a vyjádřila svůj zájem vstoupit na indický trh prostřednictvím vzdálené Himálajské oblasti Sikkim.
V červnu 2012 William Hill expandovala do Nevady, jediného Amerického státu, který povoluje plnohodnotné sportovní sázení a koupila tři řetězce sázkových kanceláří: Lucky's, Leroy's a satelitní operace klubu Cal Neva, v celkové výši 53 milionu dolarů. Tento obchod dal společnosti kontrolu 55 procent státních sázkových kanceláří a 11 procent státních příjmů. Všechny tři řetězce byly přejmenovány na William Hill.

## Sponzoring
V roce 2007 hrozila společnost William Hill, že stáhne své sponzorství různých koňských dostihů, které byly ve sporu se závodišti TurfTV. Společnost William Hill, která byla největším kritikem TurfTV, byla přinucena k ponižujícímu kroku a zapsání se ke kanálu v Lednu 2008.
V srpnu 2009 se společnost William Hill stala sponzorem na tričkách Málaga CF, fotbalovém týmu španělské La Liga.
Společnost sponzoruje každoroční cenu William Hill Sports Book. Ta je ""věnována odměňování za vynikající výsledky ve sportovním psaní"".

## Reklama
V květnu 2008 zakázala Advertising Standards Authority (ASA) spuštění televizní reklamy William Hill, která byly shledána jako 'tolerování hazardního chování, které bylo společensky nezodpovědné'.
V říjnu 2009 zakázala ASA plakát a inzerát v celostátním tisku, který sliboval '£100 SÁZEK ZDARMA'. Reklama byla shledána jako „klamavá“ a porušující kódy Committee of Advertising Practice v souvislosti s 'pravdivostí'.
V březnu 2010 zakázala ASA reklamu hlásající 'William Hill, NEJLEPŠÍ skutečné ceny'. Bylo porušeno několik kódů Committee of Advertising Practice, včetně těch, které se vztahují k 'doložení', 'pravdivosti' a 'upřímnosti'.
V září 2011 vyrobila společnost William Hill televizní reklamu A Bit Patchy, která představovala hit roku 2005.
V prosinci 2012 ASA zakázala reklamy "Nejlepší ceny na nejlepší koně"" a ""Nejlepší ceny na nejlepší týmy"". Bylo porušeno několik kódů Committee of Advertising Practice, včetně těch, které se vztahují ke 'klamavé reklamě, 'zdůvodnění' a 'porovnání'. ASA také zakázala jinou reklamu, která hlásala ""garantovány nejlepší kurzy"", protože byla klamavá.